# Anthon Berg
Die Anthon Berg A/S ist ein dänischer Hersteller von Süßwaren mit Sitz in Ballerup bei Kopenhagen. Das Unternehmen wurde 1884 von dem Gemüsehändler Anthon Berg gegründet. Das Angebot umfasst Pralinen, Schokolade und Marzipan.
Anthon Berg wurde zunächst viele Jahre als Familienunternehmen geführt und 1954 durch den dänischen Hersteller Toms übernommen. Anthon Berg bedient vorwiegend das Premium-Segment und ist seit 1957 dänischer Hoflieferant. Die Produkte werden überwiegend in Skandinavien vermarktet und auch auf den meisten Fährschiffen von und nach Deutschland angeboten.